# Blanca Berasátegui
Blanca Berasátegui Garaizábal, coneguda com a Blanca Berasátegui (Vitoria-Gasteiz, 1949) és una periodista cultural basca.

## Biografia i trajectòria professional
Després d'una llarga trajectòria professional, Blanca Berasategui és una de les periodistes amb més experiència en la premsa cultural espanyola. Va estudiar periodisme a Madrid i va començar la seva carrera professional en les pàgines culturals del diari ABC, on va ingressar el 1973 i on, a partir de 1980, va ser responsable de les seves pàgines literàries. Va dirigir el suplement ABC Cultural des de la seva creació el 1991 fins al mes d'agost de 1998. Sota la seva direcció, la capçalera va obtenir nombrosos guardons i reconeixements. El 1998, s'incorporar al projecte de La Razón per fer-se càrrec de la revista El Cultural, fundada conjuntament amb Luis María Anson. La revista es va publicar amb aquest diari durant uns mesos, i l'octubre de 1999, ja com a publicació independent, va començar una nova etapa amb El Mundo. Des de la seva fundació el 1998, Berasategui ha estat la directora d'aquesta revista, una de les publicacions de referència en l'àmbit de la cultura, amb una edició digital d'actualització constant.
Berasategui també ha treballat en espais literaris de ràdio i televisió, va dirigir durant dos anys la revista de pensament Cuenta y Razón i es autora del llibre Gente de palabra (Plaza & Janés, 1987), prologat per Gonzalo Torrente Ballester, que recopila 37 de les nombroses entrevistes que va realitzar en els primers anys de la seva carrera als més grans escriptors en castellà del segle xx, com Juan Rulfo, Julio Cortázar, Jorge Luis Borges, Vicente Aleixandre, Mario Vargas Llosa, Octavio Paz, Miguel Delibes, Jorge Guillén o Rafael Alberti, i altres figures internacionals com Milan Kundera, Yves Montand, Robert de Niro i Alain Resnais.

## Reconeixements
Durant la seva trajectòria professional ha rebut diversos premis, com el Premi Luca de Tena de periodisme (1993), el Javier Bueno (2003), que atorga l'Associació de la Premsa de Madrid, i el Premi Nacional a la Promoció de l'Edició Universitària (2011). El 2017 va rebre el Premi Nacional de Periodisme Cultural concedit pel Ministeri d'Educació, Cultura i Esports d'Espanya.